# Acacia merrillii
Acacia merrillii är en ärtväxtart som beskrevs av Ivan Christian Nielsen. Acacia merrillii ingår i släktet akacior, och familjen ärtväxter. Inga underarter finns listade i Catalogue of Life.